# Ftp (commande)
Pour les articles homonymes, voir FTP.
ftp est une instruction informatique reconnu par l’interpréteur de commande des systèmes DOS et Windows qui permet le transfert des fichiers via le protocole FTP. Pour réaliser un transfert de fichiers, l’ordinateur distant doit faire tourner un serveur FTP.

## Exemple
Il faut d'abord se positionner dans le répertoire local destiné à envoyer ou recevoir, puis se connecter au serveur FTP distant.
Pour envoyer et recevoir de multiples fichiers, on utilise mget et mput.